# Arkansas City (Arkansas)
Arkansas City város az USA Arkansas államában, Desha megyében, melynek megyeszékhelye is. Lakosainak száma 376 fő (2020. április 1.).

## Népesség
A település népességének változása:

| 2010 | 366 |
| 2020 | 376 |